# El discípulo
El discípulo es una película española, escrita y dirigida por Emilio Ruiz Barrachina en 2009, en la que se narra la vida de Jesús de Nazareth. El guion está inspirado en la novela Yo Juan, el discípulo amado (Ediciones Bataria) del escritor Rafael Esteban Poullet. El libro iba a ser llevado al cine por Eloy de la Iglesia, que falleció en 2006 dejando inacabado el proyecto. El título de la película responde a cómo, a tenor de un análisis de textos históricos, Jesús no era sino un seguidor de las prédicas de Juan Bautista.
El discípulo fue rodada en Baza y Orce (Granada) con un presupuesto en torno a los 3 millones de euros, y cuenta en su reparto con el norteamericano y televisivo Joel West como Jesús, a Ruth Gabriel (Días contados, 99.9) como María de Magdala y a Juanjo Puigcorbé (La conjura del escorial, Novios) como Poncio Pilato. Su preestreno se realizó en el XIII Festival de Cine de Málaga.
La película supone la primera parte de un proyecto que se contempla con el documental Jesús 2.0, que arranca desde el punto en el que esta ficción abandona su particular visión de la historia para dar paso a distintas voces que realizan sus aportes acerca del tema. El catedrático de Filología Neotestamentaria de la Universidad Complutense de Madrid Antonio Piñero colaboró en la elaboración del guion.

## Sinopsis
De pequeño, Jesús asiste a la muerte de su padre, José, en un enfrentamiento con las tropas romanas. Años más tarde se convierte en el discípulo predilecto de Juan el Bautista, líder de un grupo de Macabeos que anuncia la llegada inminente del Reino de los Cielos cuya primera consecuencia es la expulsión de los invasores romanos.
Cuando Juan Bautista es decapitado, Jesús se pone al frente del grupo y organiza el asalto al templo de Jerusalén. De esta manera, los mismos hechos conocidos de los Evangelios adquieren un carácter completamente distinto.

## Banda sonora
Para la banda sonora Emilio Ruiz Barrachina junto con Universal Music decidieron aunar los esfuerzos de tres grandes maestros; las letras poéticas de Félix Grande (Premio Nacional de las Letras 2004), el cante de Paco del Pozo (Premio del Cante de las Minas 1997) y la composición y la maestría a la guitarra de Daniel Casares. Juntos crearon una banda sonora única en el género flamenco. 
Para la música antigua, Karin Rosenfeld Mordó aportó los cantos y melodías de la tradición judía. La música clásica está interpretada por la orquesta Ciudad de Baza dirigida por el maestro Ramón Domingo LLorente. La banda sonora es considerada toda una curiosidad para los profanos y entendidos.

## Comentario
La película aborda la vida de Jesucristo y da una imagen de él muy diferente a la difundida por la Iglesia. Jesucristo, despojado de su tradicional y principal atributo: ser hijo de Dios, es un líder espiritual armado y partidario de la violencia que recoge el testigo de Juan el Bautista, cuando este es decapitado. Se muestra a un Jesús simpatizante del movimiento celota, tan preocupado por difundir su doctrina como por liberar a Israel del yugo de los romanos, y que lideró la revuelta contra la ocupación romana de Israel con el fin de forzar la intervención divina e instaurar el reino de Dios en la Tierra, tal como creían los judíos que iba a ocurrir. Además aparece como un ser afectado por la cojera y recorrido por la ansiedad, a veces la ira y siempre el nerviosismo. 
En la película, Jesús no realiza ningún milagro. En las bodas de Caná lo que ocurre es una prosaica compra de vino y la resurrección de Lázaro es la pervivencia del muerto en el recuerdo de los vivos. Los personajes tienen comportamientos más humanos que divinos: María es una madre que, preocupada por su hijo, paga a una prostituta María de Magdala para que lo seduzca y lo aparte de las armas. Y algunas de las frases y situaciones recogidas en los evangelios están cambiadas de contexto. De esta manera, Jesús proclama las Bienaventuranzas en la cárcel de Queronte y Poncio Pilato se lava las manos porque acaba de comer.

## Controversia
La película recibió la crítica de Juan Orellana, miembro del Departamento de Cine de la Conferencia Episcopal, a la que respondió el propio Emilio Ruiz Barrachina. 
Tras el estreno mundial en el marco de la Muestra de Cine Latinoamericano de Cataluña de El Discípulo, el director fue insultado por uno de los asistentes que le calificó de "anticristo".